# Sedantag

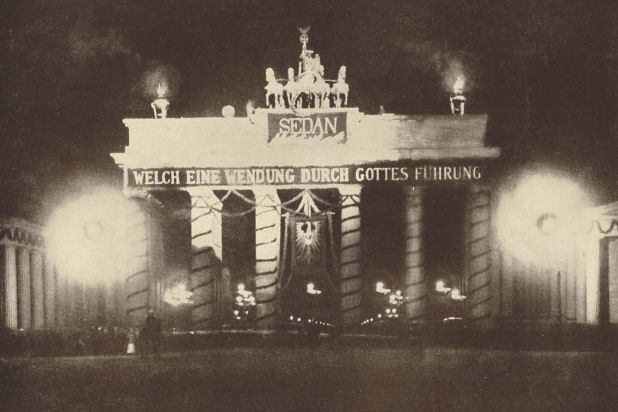
Brandenburger Tor am Sedantag 1895 (Text auf dem Banner: „Welch eine Wendung durch Gottes Führung“)

Der Sedantag (auch Tag von Sedan oder Sedanstag) war ein Gedenktag, der im Deutschen Kaiserreich (1871–1918) jährlich um den 2. September gefeiert wurde. Er erinnerte an die Kapitulation der französischen Armee am 2. September 1870 nach der Schlacht bei Sedan, in der preußische, bayerische, württembergische und sächsische Truppen nahe der französischen Stadt Sedan den entscheidenden Sieg im Deutsch-Französischen Krieg errungen hatten. Nach der Kapitulation seiner Armee hatte sich der französische Kaiser Napoleon III. der persönlichen Gefangenschaft des preußischen Königs Wilhelm I. überlassen.
Anlässlich dieses Tages wurden ab 1871 im ganzen Deutschen Kaiserreich an zentralen Plätzen Siegesdenkmäler errichtet und meist mit feierlichen Zeremonien am Vortag des Sedantages eingeweiht.

## Der Ruf nach einem nationalen Feiertag

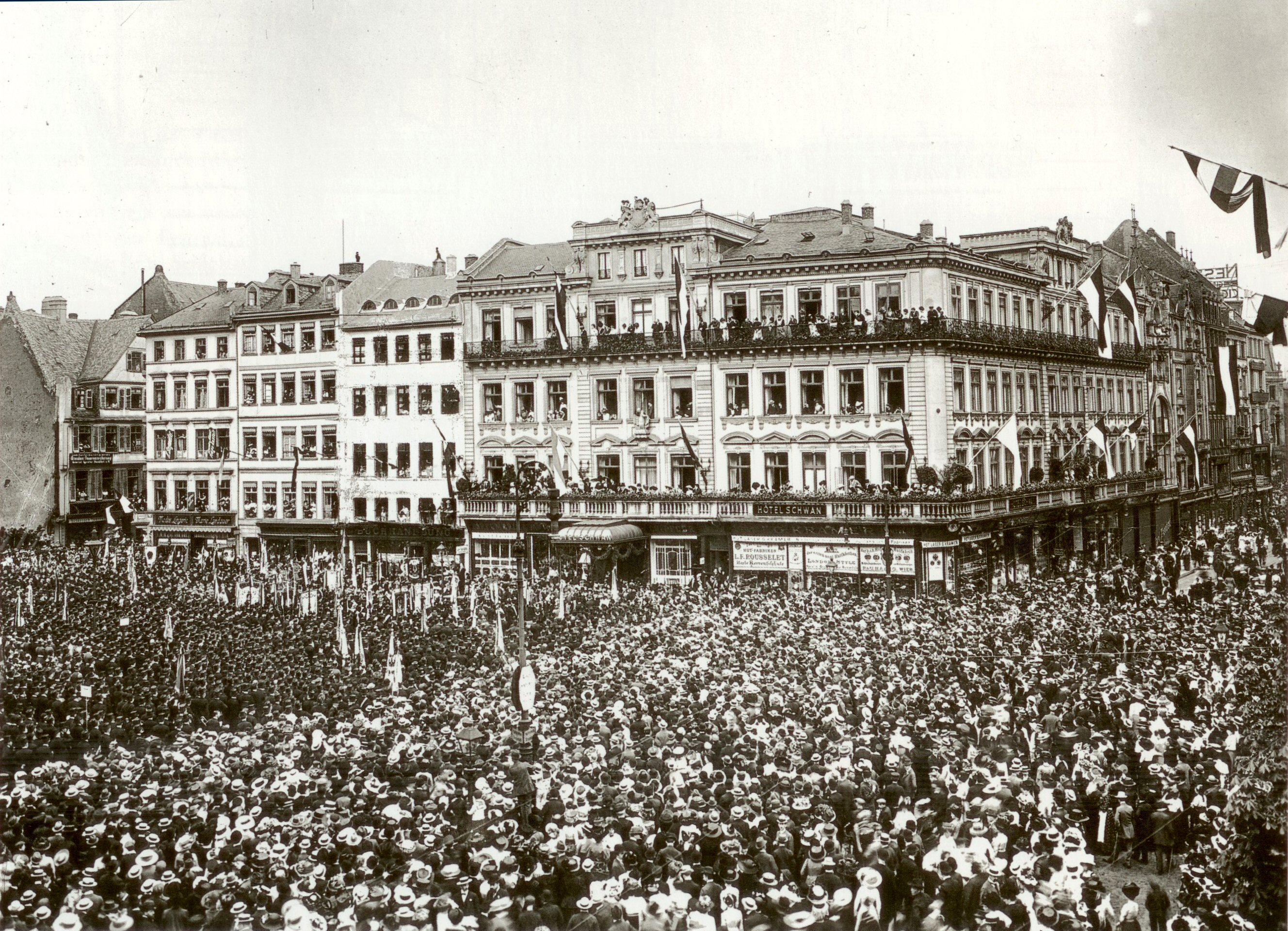
Sedantag 1895 in Frankfurt am Main, vor dem Hotel zum Schwan, dem Ort des Friedensschlusses 1871

Im Zuge der Reichsgründung 1871 in Versailles mehrten sich in Deutschland jene Stimmen, die nach einem gemeinsamen nationalen Feiertag verlangten, und es lag nahe, das Datum der Kaiserproklamation am 18. Januar als Gedenktag vorzuschlagen.
Bereits im Frühjahr 1871 richtete ein Gremium von Persönlichkeiten aus kirchlich-evangelischen und liberalen Kreisen eine Petition an Kaiser Wilhelm I. mit der Bitte, einen Tag zu benennen, der als Stiftungstag des Reiches gefeiert werden könnte. Der Kaiser lehnte den 18. Januar jedoch ab, da dieses Datum zugleich der Tag der ersten preußischen Königskrönung war, die nicht in den Schatten eines deutschen Feiertages geraten sollte. Man erhoffte sich statt verordneter Feiern vielmehr, dass – ähnlich wie zur Erinnerung an die Völkerschlacht bei Leipzig – durch spontane Gedenkfeiern innerhalb der Bevölkerung das Gedächtnis an die Ereignisse des Krieges bewahrt würde.
Im Juni 1872 machte der westfälische Pastor Friedrich von Bodelschwingh der Ältere einen erneuten Versuch und schlug den 2. September, das Datum der Kapitulation Napoleons III. in Sedan, die so eng mit der Gründung des Kaiserreiches verbunden war, als Datum für ein Dank- und Friedensfest vor. Genau diese Zuschreibung stieß bei der Armee auf Unverständnis, da der militärische Triumph auf den 1. September gefallen war. Generalstabschef Helmuth von Moltke etwa kritisierte, am 2. September sei „nichts Denkwürdiges“ geschehen, die Kapitulation sei nur unausbleibliche Folge des „wirklichen Ruhmestages der Armee“ am 1. September.

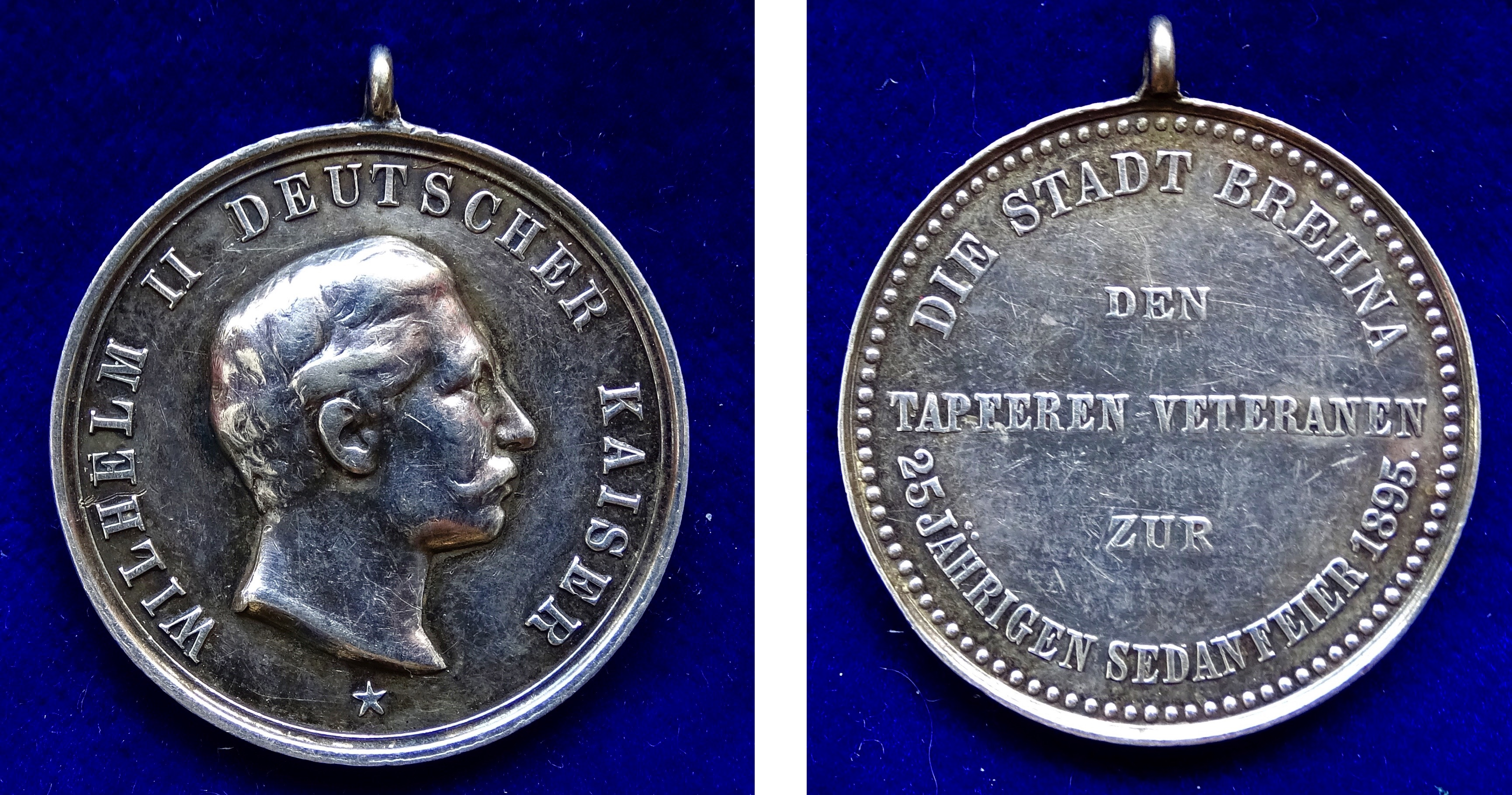
Zur 25-jährigen Sedanfeier 1895 von der Stadt Brehna in der Provinz Sachsen für Kriegsveteranen gestiftete silberne Medaille

Bis 1873 setzte sich der Sedantag mehr und mehr als Feiertag gegenüber einem ebenfalls erwogenen, jährlich wiederkehrenden Frühlingsfest am Stiftungstag des Deutschen Reiches (18. Januar 1871) oder Feierlichkeiten zum Friedensschluss in Frankfurt (10. Mai 1871), wie ihn beispielsweise der Magistrat von Berlin favorisierte, durch. Er erlangte aber nie amtlichen Charakter, da Wilhelm I. ihn nicht zum offiziellen Feiertag erklären wollte. Auch kam ihm niemals die Bedeutung etwa der „Kaiserparade“ oder der Feierlichkeiten anlässlich des Kaisergeburtstags zu. Da der Sedantag seit 1873 jedoch auf Anordnung des preußischen Kultusministeriums durch Festveranstaltungen an Schulen und Universitäten gefeiert wurde, hatte er zumindest den Charakter eines offiziellen Erinnerungstages an den Deutsch-Französischen Krieg. In vielen deutschen Städten und Dörfern wurde an diesem Tag das Kriegerdenkmal eingeweiht.

## Sinn und Inhalt der Feierlichkeiten zum Sedantag

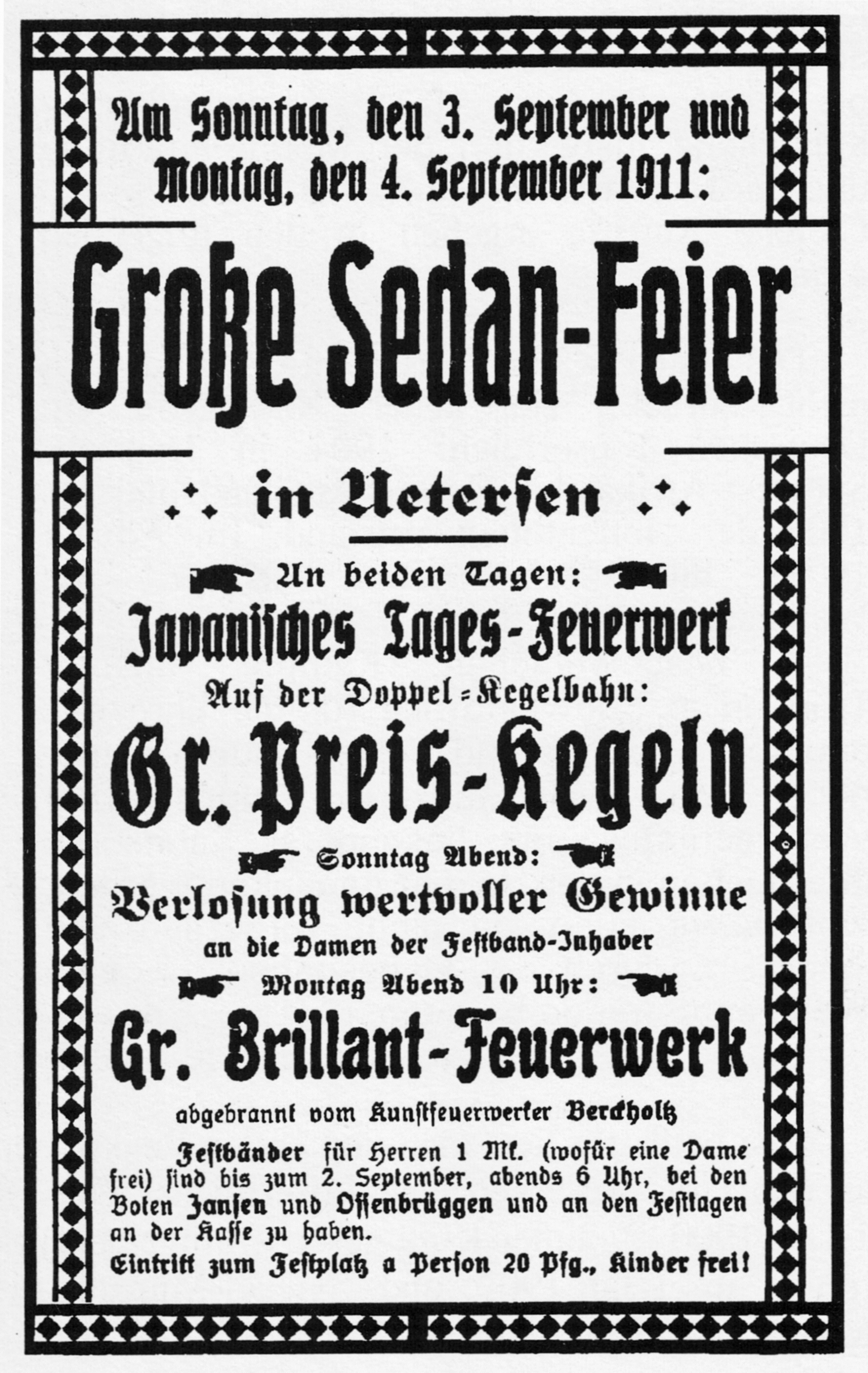
Historische Zeitungsannonce aus dem Jahr 1911

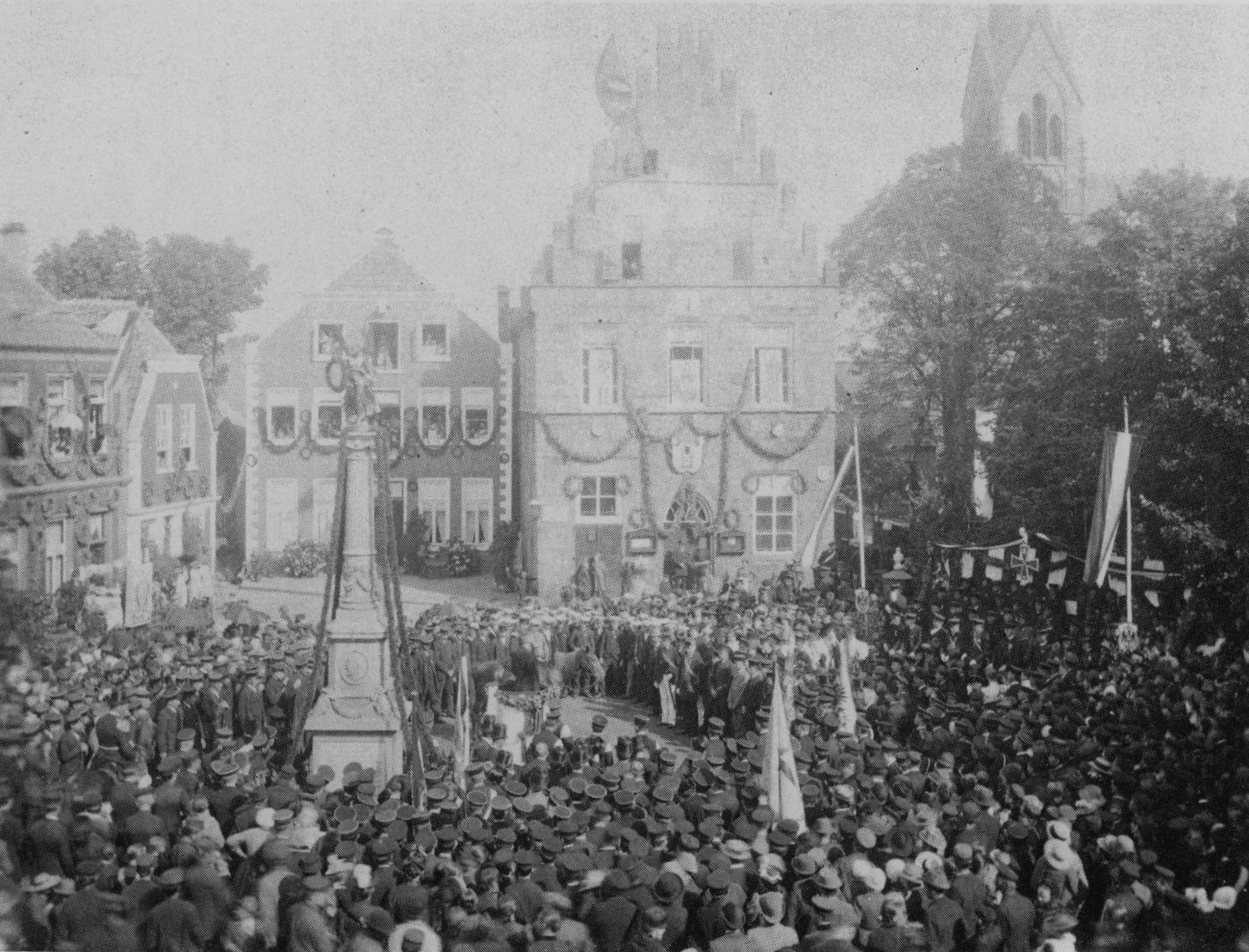
Sedantag in Schüttorf, 1895

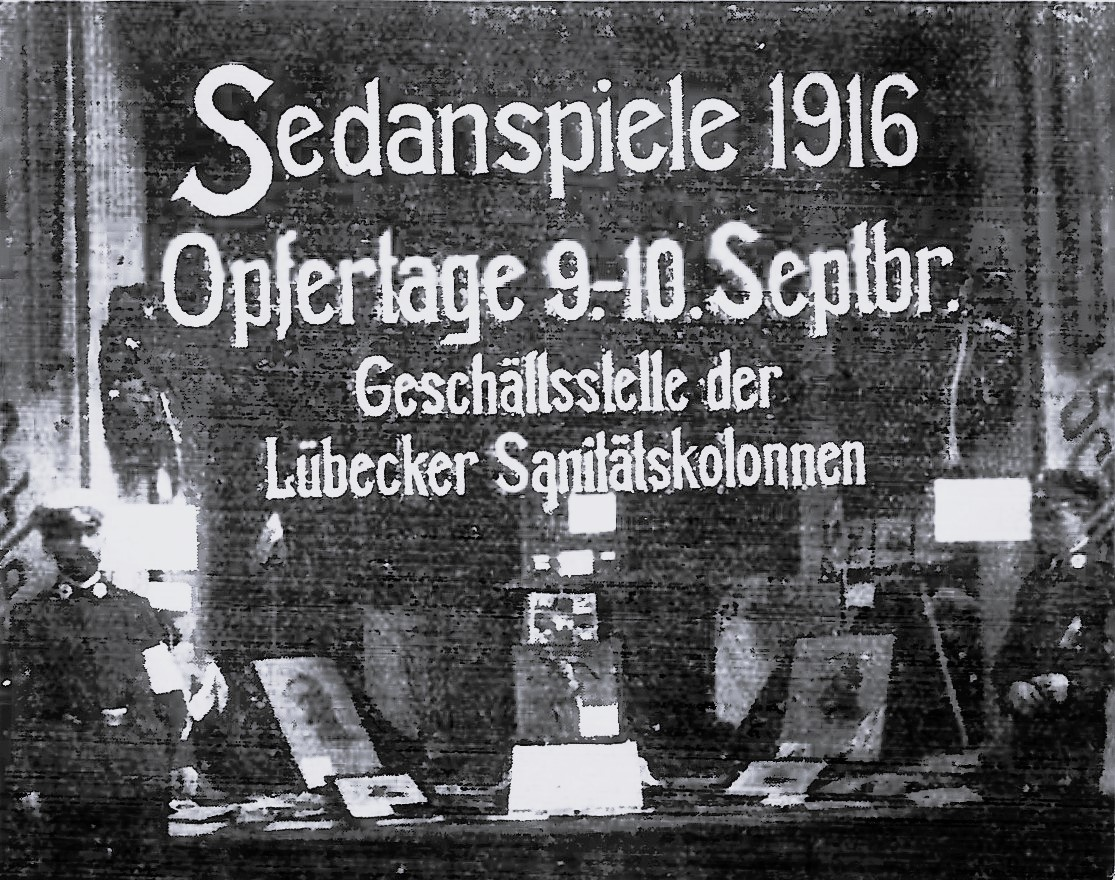
Die ausgestellten Ehrenpreise der Sedanfestspiele 1916 in der Geschäftsstelle der Lübecker Sanitätskolonne

Seit Beginn der Sedanfeiern schieden sich die Geister daran, welche Inhalte die Feierlichkeiten haben sollten. Durch die Einweihung der mit erbeuteten Kanonen aus dem Deutsch-Französischen Krieg verzierten Berliner Siegessäule am 2. September 1873 wurde die militärische Komponente der Reichseinigung deutlich betont, zumal unter den Gästen – Mitglieder der kaiserlichen Familie, eine Vielzahl deutscher Fürsten sowie militärische Abordnungen aus dem ganzen Reich – eindeutig die Uniformen dominierten. Dieser Aspekt wurde durch die von Kaiser Wilhelm I. ab 1873 alljährlich anlässlich des Sedantages abgehaltene Militärparade des Gardekorps noch unterstrichen. Für Wilhelm I. war und blieb der 2. September vor allem ein Ehrentag der Armee, insbesondere der preußischen Armee. Zwar fanden die Paraden aus Termingründen nicht jedes Jahr am 2. September statt, der symbolische Bezug zum Sedantag blieb jedoch auch in den folgenden Jahren erhalten und trat erst unter Kaiser Wilhelm II. in den Hintergrund, nachdem dieser die Paraden auf Mitte August verschoben hatte.
Daneben gab es aber auch zivile Ansätze zur Ausgestaltung der Sedanfeiern. Der Rheinisch-Westfälische Provinzialausschuss für Innere Mission schlug vor, was er unter einem „typisch deutschen“ Fest für das gesamte Volk verstand: der Vorabend des 2. September würde mit dem Absingen patriotischer Lieder, Freudenfeuern und Glockengeläut begangen werden. Der Sedantag selbst sollte mit Umzügen der Veteranen und Offiziere, begleitet von der Ortsobrigkeit, durch festlich geschmückte Straßen hin zur Kirche begonnen werden, wo Lobreden, Dankesgebete und Predigten abzuhalten waren. Das Mittagsmahl sollten die Menschen im Familienkreis einnehmen und nachmittags sollten Feierlichkeiten im Freien mit Musikkapellen, Festreden, dem Absingen alter und neuer vaterländischer Lieder sowie Volksbelustigungen aller Art vorgenommen werden. Der Abend endete, festlich illuminiert, wiederum in Feiern im Familienkreis. In einigen Städten – vor allem in Leipzig, Coburg, Braunschweig, Worms und Stettin – wurden neben den militärischen Vereinen, wie etwa den Veteranenverbänden, auch die Turnerschaften in die Feierlichkeiten mit einbezogen.
Den Ablauf einer schulischen Sedanfeier im holsteinischen Bargteheide schildert eine Volksschülerin in einem Aufsatz vom 12. September 1912:

„Unsere Sedanfeier

In diesem Jahr wurde unsere Sedanfeier ganz besonders schön gefeiert. Die Feier, die sonst gewöhnlich in der Schule stattfindet, fiel in diesem Jahr aus. Wir hatten eine besondere Feier am Nachmittag. Im geschlossenen Zug marschierten wir, voran unser Pfeifen- und Trommelkorps, nach dem Turnspielplatz. Aus den umliegenden Dörfern waren die Knaben gekommen, um an den Wettspielen teilzunehmen. Es wurden turnerische Übungen vorgeführt. Wir Mädchen mußten im Kreis spielen und einen Reigen machen. Des Abends wurde eine Stunde getanzt. Zum Schluß sangen wir: „Deutschland, Deutschland über alles“, und so war die schöne Feier beendet. Die Schlacht bei Sedan war nicht die gewaltigste, aber die bedeutendste Schlacht, weil Napoleon gefangen genommen wurde. Der Sedantag ist darum der bedeutungsvollste Tag.“

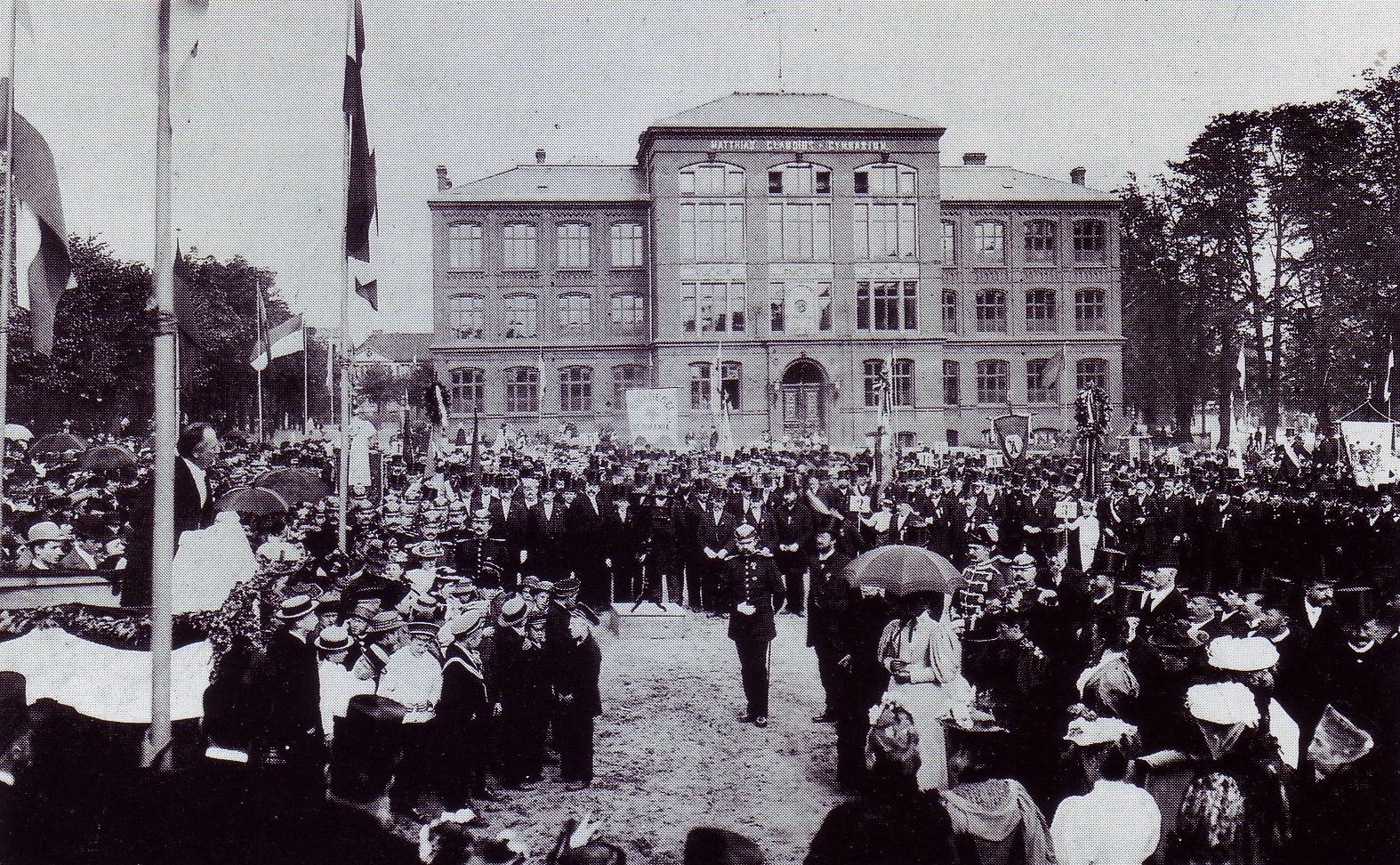
Sedanfeier vor dem Matthias-Claudius-Gymnasium in Wandsbek, um 1900

Um 1890 erlebte der Sedantag eine Wandlung seiner Bedeutung. War er bis dahin hauptsächlich eine alljährlich wiederkehrende militärische Siegesfeier anlässlich der Schlacht von Sedan, so stand jetzt mehr und mehr die Reichseinigung im Vordergrund. Ein Grund hierfür lag im Generationenwechsel innerhalb der Kaiserdynastie. Wilhelm I. sah sich in erster Linie noch als König von Preußen, und der Sedantag war für ihn die Erinnerung an einen preußischen Sieg, der die Errichtung eines Reiches zur Folge hatte, dessen Krone er nur widerwillig angenommen hatte. Sein Enkel Wilhelm II. jedoch, der seit 1888 regierte, fühlte sich vor allem als deutscher Kaiser, und als solcher förderte er diese nationale Komponente der Sedanfeiern. Gleichzeitig war der Tag auch für ihn vor allem ein Militärjubiläum, wobei er nie müde wurde, an Disziplin und militärische Pflichterfüllung zu appellieren. Darüber hinaus versuchte er die Mythologisierung der Schlacht von Sedan sowie den Personenkult um seinen Großvater zu fördern, wie die termingerechte Einweihung einiger Kaiser-Wilhelm-Denkmäler, etwa 1894 in Königsberg und 1896 in Breslau, zeigen.
Auch im Volk spielte mit der wachsenden zeitlichen Distanz zu den Ereignissen von 1870/1871 die Herausbildung einer gesamtdeutschen Identität eine immer größere Rolle. Die Bevölkerung fühlte sich inzwischen zu sehr als deutsche und hatte die Existenz eines Reiches verinnerlicht, als dass der Sedantag eine rein preußische Siegesfeier bleiben konnte. Ein Vorstoß in diese Richtung war der Vorschlag des Zentralausschusses für Volks- und Jugendspiele von 1894, der jedoch nie verwirklicht wurde. Dieser sah vor, die Komponente der Reichseinigung bei den Feierlichkeiten stärker zu betonen und zu diesem Zwecke anlässlich des Sedantages eine Art „nationales Olympia“ zu veranstalten.
Erschwert wurde die Sinngebung durch die politischen Ereignisse der Jahrhundertwende. Während der Niederschlagung des Boxeraufstandes in China kämpften deutsche und französische Truppen Seite an Seite für ein gemeinsames Ziel. Es schien zweifelhaft, ob es unter diesen Umständen noch angebracht war, einen Tag zu feiern, der schon durch seinen Namen den ehemaligen Sieg des einen Waffenbruders über den anderen glorifizierte und in Frankreich immer wieder schmerzliche Erinnerungen an die Niederlage sowie an die Abtretung Elsaß-Lothringens weckte und den dort vorhandenen Revanchismus fördern konnte. Tatsächlich nahm auch das Interesse am Sedantag um die Jahrhundertwende in Deutschland stark ab, auch wenn versucht wurde, die Erinnerung an die Ereignisse wach zu halten, indem sogenannte „Sedanbüchlein“ herausgegeben wurden, die den damaligen Kriegsverlauf schilderten und glorifizierten. Lediglich zu runden Jubiläen, wie etwa dem 25. Jahrestag 1895 oder dem 40. Jahrestag 1910, gelang es, die Idee der Sedanfeiern kurzfristig wieder zu beleben. Wurde der Tag 1897 im Gothaischen Hofkalender noch in zehn Bundesstaaten als Feiertag erwähnt, fehlt diese Klassifikation für 1915 völlig, und nur in sechs Staaten wurden überhaupt noch Veranstaltungen durchgeführt. Allerdings spielt hierbei auch der Ausbruch des Ersten Weltkriegs eine große Rolle.

## Widerstände gegen den Sedantag
Der Sedantag konnte sich zunächst nicht im ganzen Deutschen Reich durchsetzen.
In Bayern gedachte man häufig lieber der Schlacht bei Wörth, an der im Wesentlichen bayerische Truppen beteiligt waren, bzw. feierte zunächst den 10. Mai, den Tag des Frankfurter Friedens. Zudem standen hier „partikulare Gegentendenzen“ der Ausbreitung der Sedanfeiern im Wege, konnte man sich doch nur schwer mit dem neuen Reich anfreunden. Im Reichsland Elsaß-Lothringen verbot die Rücksichtnahme auf die bis 1871 zu Frankreich gehörende Bevölkerung eine Ausweitung der Feiern und in Baden feierten die örtlichen Kriegervereine zunächst lediglich die Schlachten von Belfort und Nuits, in denen badische Truppen eine herausragende Rolle gespielt hatten. Hierbei wird auch deutlich, welche starke Rolle der persönliche Bezug vor allem der Veteranen zum Krieg von 1870/71 und den jeweiligen Schlachten spielte. Der Großherzog von Baden sprach sich daher – wohl stellvertretend für die Skepsis aller süddeutschen Länder gegenüber der preußischen Dominanz und gegenüber der mangelnden nationalen Dimension dieses Datums – für den 18. Januar, den Gründungstag des Deutschen Reiches, als reichseinheitlichen Feiertag aus.
Neben den regionalen gab es auch starke politische Widerstände. Der katholische Bevölkerungsanteil des Reiches etwa boykottierte die Feiern zum Sedantag aus Protest gegen den von Otto von Bismarck in den 1870er Jahren forcierten „Kulturkampf“. Der Mainzer Bischof Wilhelm Emmanuel von Ketteler verbot 1874 sogar das Glockenläuten für den 2. September. Für ihn symbolisierte der Sedantag weniger den Sieg Deutschlands über Frankreich und die darauf folgende nationale Einheit als vielmehr die Niederlage der katholischen Kirche gegenüber Bismarck und dem national-liberalen Protestantismus.
Auch die Sozialdemokratie stand dem Sedantag ablehnend gegenüber, zum einen aus Protest gegen die 1878 eingeführten „Sozialistengesetze“, zum anderen wegen des gegen Frankreich gerichteten Charakters der Feiern. Für die Sozialdemokratie stellte der „Hurra-Patriotismus“ wie überhaupt die Verherrlichung von Krieg und Militarismus – auch mit Blick auf die Annexion Elsaß-Lothringens – einen Verstoß gegen den von ihr propagierten Internationalismus dar. Demonstrativ beging sie daher den 18. März als Tag des Aufstandes der Pariser Kommune. 1895 gipfelte der Protest in einem Telegramm an die französischen Genossen, in dem man sich gegen „Krieg und Chauvinismus“ aussprach und ihnen „Gruß und Handschlag“ anbot. Da half es auch nichts, dass im gleichen Jahr aufgrund des „silbernen Gedenkjahres“ den Arbeitern und Angestellten in den Staatsbetrieben und der Reichsverwaltung unterstellten Betrieben sowie in einigen privaten Unternehmen (wie etwa den Essener Krupp-Werken) ein (wenn auch unbezahlter) arbeitsfreier Tag gewährt wurde. Wilhelm II. reagierte scharf auf die sozialdemokratischen Proteste. Es folgten Beschlagnahmen von Flugblättern sowie Verhaftungen von Redakteuren wegen Majestätsbeleidigung. Auch in den folgenden Jahren bis zur Abschaffung des Sedantages im August 1919 gelang es nie völlig, die Arbeiterschaft in die Feierlichkeiten zu integrieren, so dass der Sedantag stets ein Feiertag vor allem des kaisertreuen Bürgertums, des Adels sowie des Militärs und der preußischen Beamtenschaft blieb.

## Widerstand gegen den Sedantag in der Weimarer Republik
Zwar erklärte das Innenministerium der Weimarer Republik am 27. August 1919, es werde keine Sedanfeiern mehr geben, da diese nicht mehr den Zeitverhältnissen entsprächen, doch versuchten 1920 zahllose Kriegervereine zum 50. Jahrestag der Schlacht von Sedan, die Tradition der Sedanfeiern wiederzubeleben. Allerdings trafen diese Veranstaltungen unter den neuen Verhältnissen häufig auf den handgreiflichen Widerstand aus der Arbeiterbewegung. 1920 machte in Bergedorf eine Demonstration von vielen Hundert Sozialdemokraten und Kommunisten vor dem Hotel Bellevue, in dessen Räumen die Sedanfeier stattfand, „ordentlich Radau“, bis die Feier abgebrochen werden musste. Im Jahr darauf kam es bei der Sedanfeier in Bremen zu Auseinandersetzungen zwischen der Polizei und „Tausenden Arbeitern“ und Arbeitslosen. In Chemnitz drang 1921 eine Gruppe von Arbeitern in das Realgymnasium an der Schloßstraße, wo die Sedanfeier stattfinden sollte, ein und löste die Feier auf. Als die Arbeiter die Anwesenden nach Waffen durchsuchten, wurde einer der Arbeiter, der Kommunist Georg Garreis, tödlich verwundet. Zwar meldeten einige Berliner Ortsgruppen der DNVP 1921 Sedanfeiern an, aber diese wurden vom Polizeipräsidenten verboten. Auch in Hamburg war die Abhaltung solcher Feiern untersagt. Dennoch wurden in vielen anderen Orten in den 1920er Jahren Sedanfeierlichkeiten abgehalten, so in Tübingen 1925 durch einen Veteranenverein und ebendort 1926 mit einem Militärmusikkonzert der Bataillonskapelle. Allein in Bremen, wo es 37 Kriegervereine gab, wurde der Sedantag in den Jahren 1920, 1921, 1927 und 1932 begangen. 
Als die Aufstellung einer Nachbildung des 1945 zerstörten Kaiser-Wilhelm-Denkmals am Deutschen Eck in Koblenz am 2. September des Jahres 1993 stattfand, erregte dies nur in Frankreich Aufmerksamkeit.